# 글리제 581 g
글리제 581 g는 천칭자리 방향으로 지구로부터 약 20.5 광년 떨어진 적색 왜성 글리제 581 주위를 돌고 있는 외계 행성이다. 글리제 581 g는 글리제 581 주위를 도는 행성으로는 여섯 번째로 발견되었다. 릭-카네기 외계행성 서베이에서 글리제 581을 10년 넘게 관측한 끝에 2010년 9월 말 글리제 581 g의 존재를 발표했다.
연구 결과 글리제 581 g는 모항성으로부터 너무 멀지도, 너무 가깝지도 않아 생명체가 살기에 꼭 알맞은 골디락스 영역에서 처음으로 발견된 행성으로, 인류가 최초로 발견한 "또 다른 지구"의 조건을 갖춘 행성이라고 할 수 있다. 만약 이 행성 표면이 딱딱한 돌로 이루어져 있다면 액체 상태의 물이 표면에 존재할 가능성이 있다. 글리제 581 g의 질량은 지구의 3.1~4.3배로 슈퍼지구로 부를 수 있으며, 모항성을 37일 주기로 공전한다.
상대적으로 짧은 관측 시간만으로도 지구에서 이처럼 가까운 곳에서 골디락스 행성을 발견했다는 점으로 미루어, 천문학자들은 생명체가 살 수 있는 행성을 거느린 항성의 비율이 전체 중 10 퍼센트보다 클 것으로 예상하고 있다. 캘리포니아 공과대학에 의해 운영되고 있는 NASA의 제트 추진 연구소가 골디락스 행성을 찾는 케플러 계획을 전담하고 있다.

## 항성
글리제 581은 천칭자리 방향으로 지구로부터 20.5광년 거리에 있는 적색 왜성이다. 거리 측면에서 글리제 581은 태양으로부터 87번째로 가까운 항성계이다. 분광형은 M3 V로 적색 왜성 중 비교적 밝은 편에 속한다. 이 별의 질량은 태양의 약 1/3로 추정되며, 최소한 6개의 행성이 주위를 돌고 있다고 여겨진다.

## 물리적 특징
글리제 581 g는 어머니 별에서 0.146 천문 단위 떨어져 37일에 1회 공전한다. g의 질량은 지구의 3.1 ~ 4.3배에 반지름은 지구의 1.3 ~ 2.0배일 것이다(다만 g가 암석으로 이루어져 있다면 반지름은 지구의 1.3 ~ 2.0배, 물과 얼음으로 구성되어 있을 경우 지구 반지름의 1.7 ~ 2.0배일 것이다). 다만 질량으로 볼 때 g는 표면이 딱딱한, 암석 행성일 가능성이 많다. 글리제 581 g의 표면 중력은 지구의 1.1 ~ 1.7배로, 지구보다 짙은 대기를 표면에 붙잡아 둘 수 있다.

## 조석 고정 및 생명체 거주 가능성
글리제 581 g는 보이는 것처럼 글리제 581 g의 항성일은 g의 1년과 정확히 일치할 것이고, 그 결과 글리제 581 g의 한쪽 면은 영원히 빛이 비추이는 반면 반대쪽은 영원한 어둠이 지속될 것이다. 이런 경우fgg8899 이 한쪽 면은 너무 뜨겁고, 반대쪽은 너무 차가울 것이다. 하지만 이 행성에 물이 있는 바다가 있다면, 바다가 햇빛을 받지 않는 쪽에 열에너지를 전달해 줄 수 있을 것이다.

## 같이 보기
- 골디락스 행성
- 케플러 계획